# Reaktivni oklep
Reaktivni oklep je vrsta oklepa oklepnih vozil, ki reagira na zadetek protioklepnega orožja in s tem zmanjša posledice zadetka.
Reaktivni oklep po navadi sestoji iz dveh kovinskih plošč, med kateri je nameščen eksploziv, ki ob zadetku eksplodira in obe kovinski plošči potisne narazen. S tem se protioklepni izstrelek uniči ali preusmeri stran od glavnega oklepa, s čimer se verjetnost preboja glavnega oklepa zmanjša. Na oklepna vozila se reaktivni oklep namesti v obliki plošč na mesta, kjer je največja možnost zadetka. Seveda ta sistem zahteva tudi ustrezno močan osnovni oklep, da ob delovanju reaktivnega oklepa ne pride do poškodb posadke znotraj oklepnega vozila.
Ta princip je najbolj učinkovit proti protioklepnim izstrelkom, ki delujejo na principu kumulativnega naboja, moderne izvedbe pa so učinkovite tudi proti kinetičnim penetratorjem, ki se izstreljujejo iz tankovskih topov. Je pa ta izvedba občutljiva na t. i. tandemske bojne glave, kjer gre za zaporedno postavitev dveh kumulativnih nabojev - prvi sproži reaktivni oklep, drugi, močnejši naboj, pa nato neovirano zadene glavni oklep.
Tako vrsto oklepa je razvila inprva začela uporabljati Sovjetska zveza in je še danes močno razširjena v državah bivšega vzhodnega bloka; doživlja pa tudi izboljšave. 

Dandanes eksplozivni oklep uporabljajo tudi druge države, predvsem ZDA in Izrael, za oklepnike v urbanem bojevanju (tam je večja verjetnost uporabe ročnih protioklepnih orožij, proti katerim je ta vrsta oklepa najbolj učinkovita).
Poleg uporabe eksploziva v reaktivnem oklepu se razvijajo tudi druge metode, kot npr. uporaba neeksplozivnih materialov in uporaba visoke napetosti, s pomočjo katere bi se izstrelek ob zadetku takega oklepa stalil ali uparil.